# Santa Rosa do Sul
Santa Rosa do Sul är en kommun i Brasilien.   Den ligger i delstaten Santa Catarina, i den södra delen av landet, 1 500 km söder om huvudstaden Brasília. Antalet invånare är 8 054.
Omgivningarna runt Santa Rosa do Sul är en mosaik av jordbruksmark och naturlig växtlighet. Runt Santa Rosa do Sul är det ganska tätbefolkat, med 144 invånare per kvadratkilometer.